# Haliarto

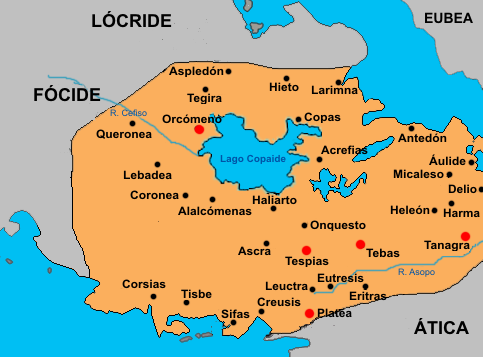
Localização de Haliarto e região

Haliarto (em grego, Άίαρτος, Άλίαρτος) foi uma antiga cidade na Beócia (Grécia), que se localizava em uma colina conectada no sopé da montanha de Libetrio, ao sul do lago Copais, perto do rios Permeso (ou Termeso, segundo Pausânias) e Olmeu, os quais desaguavam no Monte Hélicon sem chegar no lago Copais. O rio que desembocaria no lago, perto de Haliarto, seria o rio Lófis.